# San Pablo de Lípez
San Pablo de Lípez est une ville et une municipalité de la Bolivie, chef-lieu de la province de Sud Lípez, située au sud-ouest du département de Potosí. San Pablo de Lípez compte divers accès, le principal est la route menant à Tupiza, d'une longueur de 170 km. La ville se trouve à 253 km au sud de la capitale départementale, Potosí, et à 42 km de la frontière avec l'Argentine. Son altitude est de 4 291 mètres.
Pour rejoindre San Pablo de Lípez depuis Tupiza en transport public, il existe un camion rutero ou turnero (noms usuels) qui permet le transport de passagers hebdomadairement. Le voyage dure environ cinq heures. 
La ville est formée d'un petit regroupement de maisons d'adobe, avec une place principale et face à elle, une église.

## Géographie

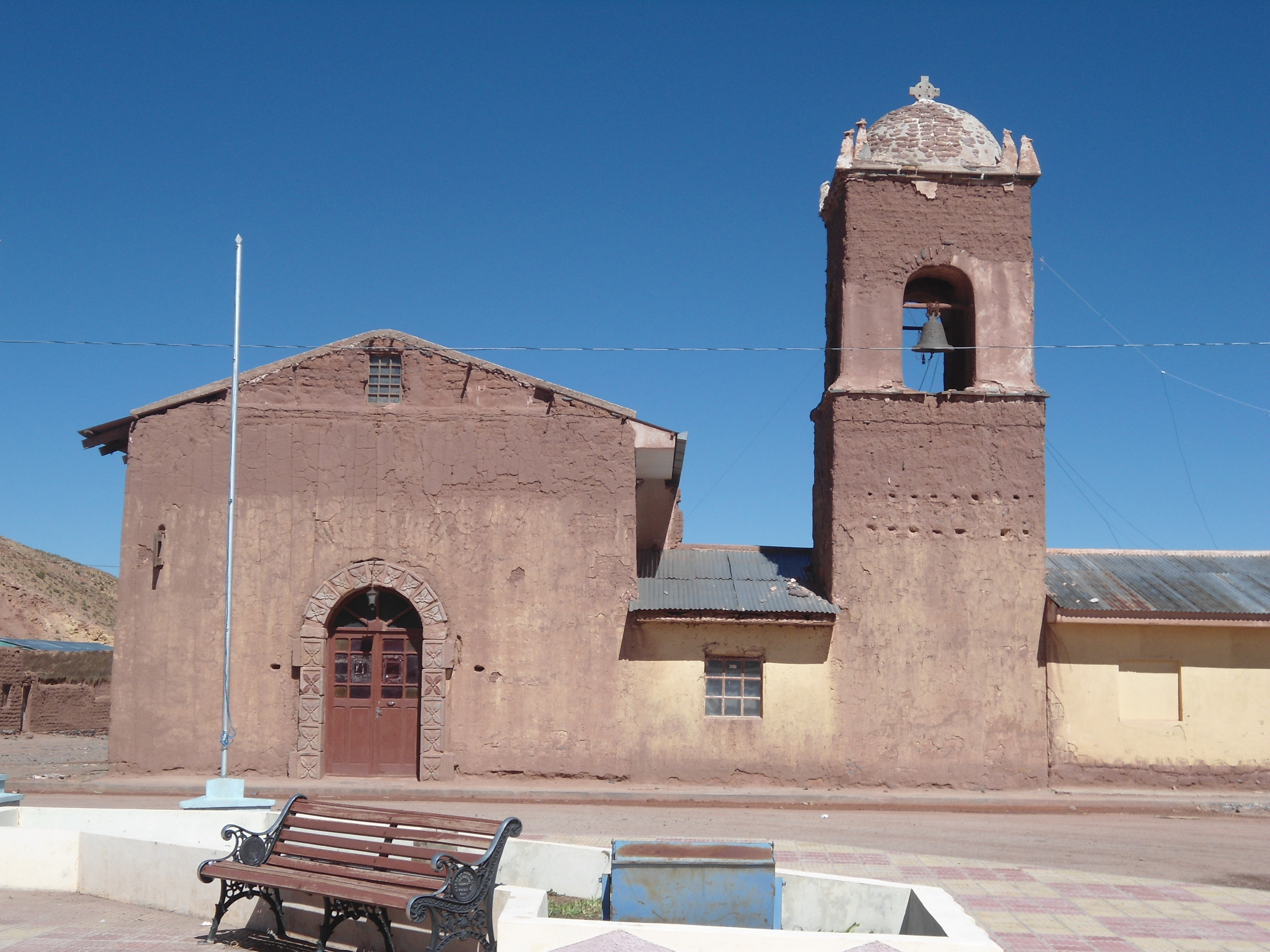
Église de San Pablo de Lípez.

San Pablo de Lípez est située à l'extrême sud-ouest du pays et occupe les parties nord et ouest de la province de Sud Lípez, au sud-ouest du département de Potosí. Il est limité au nord par la province de Nor Lípez, au nord-ouest par la province d'Enrique Baldivieso, à l'ouest et au sud par la République du Chili, au sud-est par la République argentine, à l'est par la municipalité de San Antonio de Esmoruco, et au nord-est par la municipalité de Mojinete et la province de Sud Chichas.

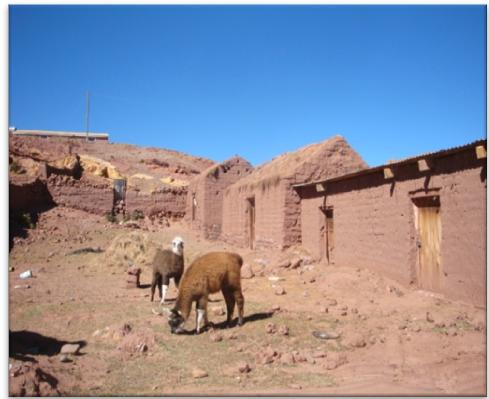
Une rue de la ville.

### Climat
Le climat de San Pablo de Lípez est semi-aride froid (BSk), selon la classification climatique de Köppen.

### Précipitations
Le tableau suivant présente la moyenne historique des précipitations mensuellement et annuellement en millimètres. 
|                    | Jan. | Fév. | Mars | Avr. | Mai | Juin | Juil. | Août | Sept. | Oct. | Nov. | Déc. | An  |
| ------------------ | ---- | ---- | ---- | ---- | --- | ---- | ----- | ---- | ----- | ---- | ---- | ---- | --- |
| San Pablo de Lípez | 95,6 | 72,7 | 43,6 | 1,7  | 1,1 | 1,4  | 3,0   | 2,1  | 1.9   | 4,4  | 14,9 | 56,1 | 298 |

## Démographie
Le tableau suivant présente l'évolution de la population de San Pablo de Lípez au fil des recensements boliviens, autant pour l'ensemble de la municipalité que pour sa zone urbaine (ville). 
| Population de San Pablo de Lípez | Population de San Pablo de Lípez | Population de San Pablo de Lípez | Population de San Pablo de Lípez |
| Année                            | Municipalité                     | Ville                            | Source                           |
| -------------------------------- | -------------------------------- | -------------------------------- | -------------------------------- |
| 1992                             | 2 412                            | 157                              | Recensement de 1992              |
| 2001                             | 2 523                            | 221                              | Recensement de 2001              |
| 2012                             | 3 371                            | 212                              | Recensement de 2012              |

## Économie

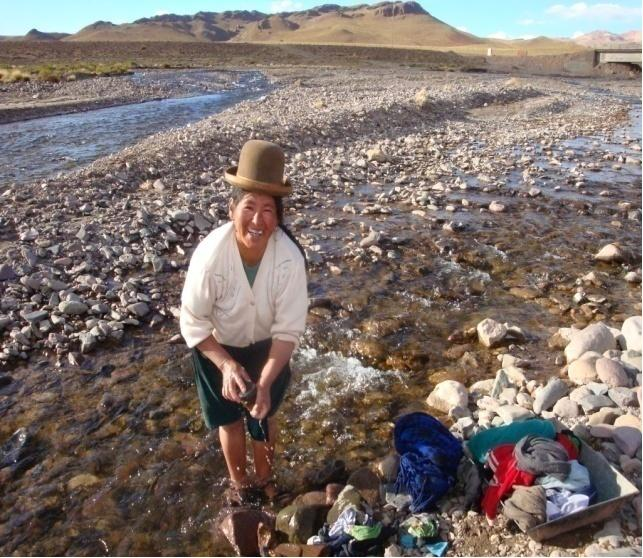
Femme lavant les vêtements dans la rivière.

L'activité économique principale de San Pablo de Lípez est l'élevage de camélidés, tels que les lamas et les alpagas. Chaque membre de la famille joue un rôle important dans la chaîne de production animale : l'homme participe aux soins des animaux et à leur assainissement, alors que les femmes et les enfants sont responsables du pâturage. Les femmes réalisent en outre des travaux d'artisanat avec la laine des camélidés comme des chulos, ponchos, gilets, et gants, notamment. Ceux-ci servent pour leur propre usage ou pour la vente.